# Aspetti legali dell'invasione russa dell'Ucraina del 2022
Gli aspetti legali dell'invasione russa dell'Ucraina del 2022 riguardano questioni attinenti al diritto internazionale, oltre che al diritto interno dei singoli Stati belligeranti e di tutte quelle nazioni che applicano la giurisdizione universale. L'invasione russa ha violato la Carta delle Nazioni Unite e ha costituito un crimine di aggressione secondo il diritto penale internazionale, aumentando la possibilità di un procedimento giudiziario sotto la giurisdizione universale.  L'invasione, inoltre, ha violato lo Statuto di Roma, che vieta "l'invasione o l'attacco da parte delle forze armate di uno Stato del territorio di un altro Stato, o qualsiasi occupazione militare, anche temporanea, risultante da tale invasione o attacco o qualsiasi annessione con l'uso della forza del territorio di un altro Stato o parte di esso". L'Ucraina non ha ratificato lo Statuto di Roma e la Russia ha ritirato la sua firma nel 2016.

## Violazioni dei diritti umani
Il 4 marzo 2022, il Consiglio per i diritti umani delle Nazioni Unite ha votato 32-2, con 13 astensioni, per creare la Commissione internazionale d'inchiesta sull'Ucraina, un comitato internazionale indipendente di tre esperti di diritti umani con il mandato di indagare su presunte violazioni dei diritti umani e del diritto internazionale umanitario nel contesto dell'invasione.

### Crimini di guerra e crimini contro l'umanità

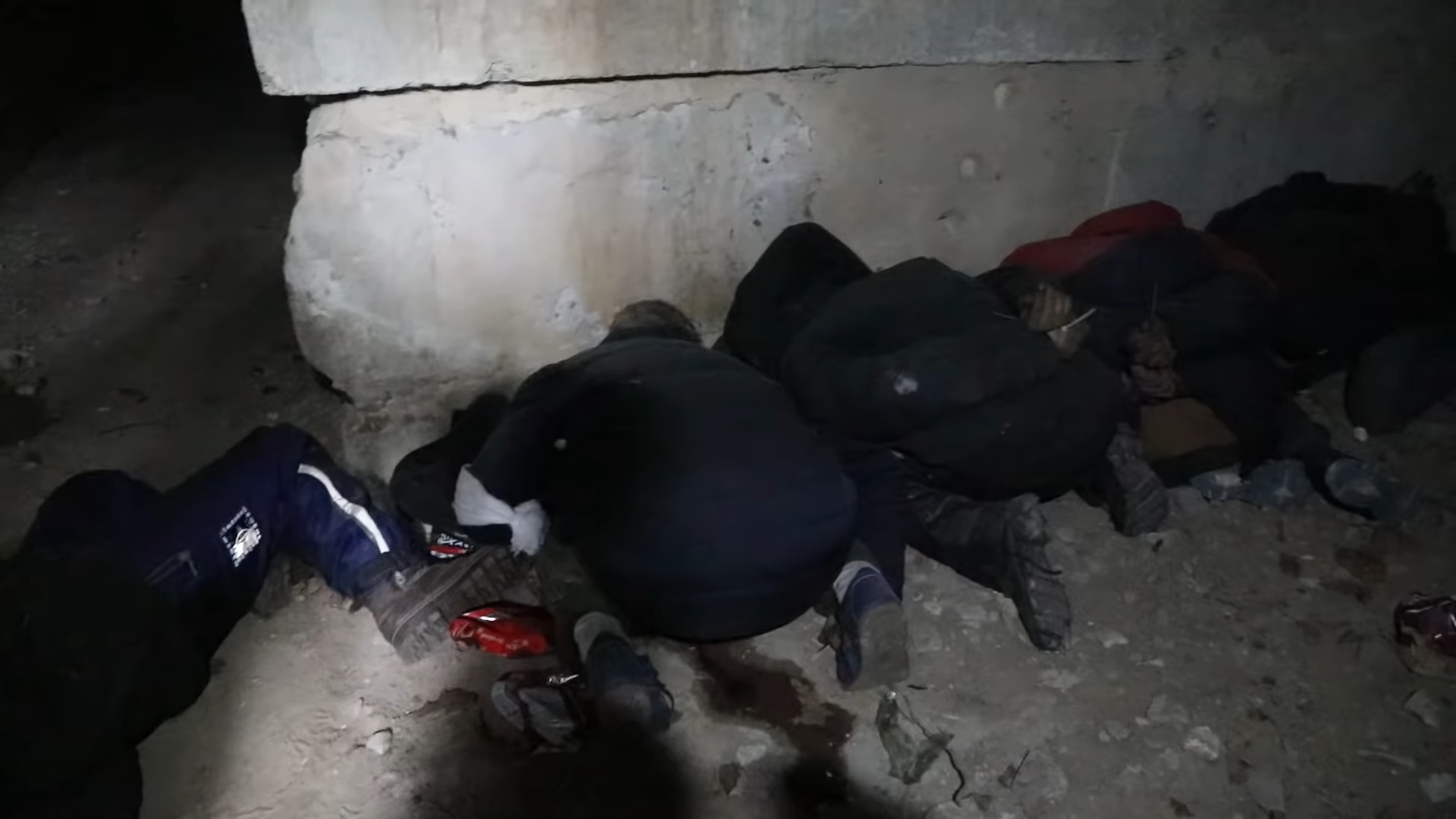
Persone giustiziate con i polsi legati con scotch di plastica, in uno scantinato a Bucha.

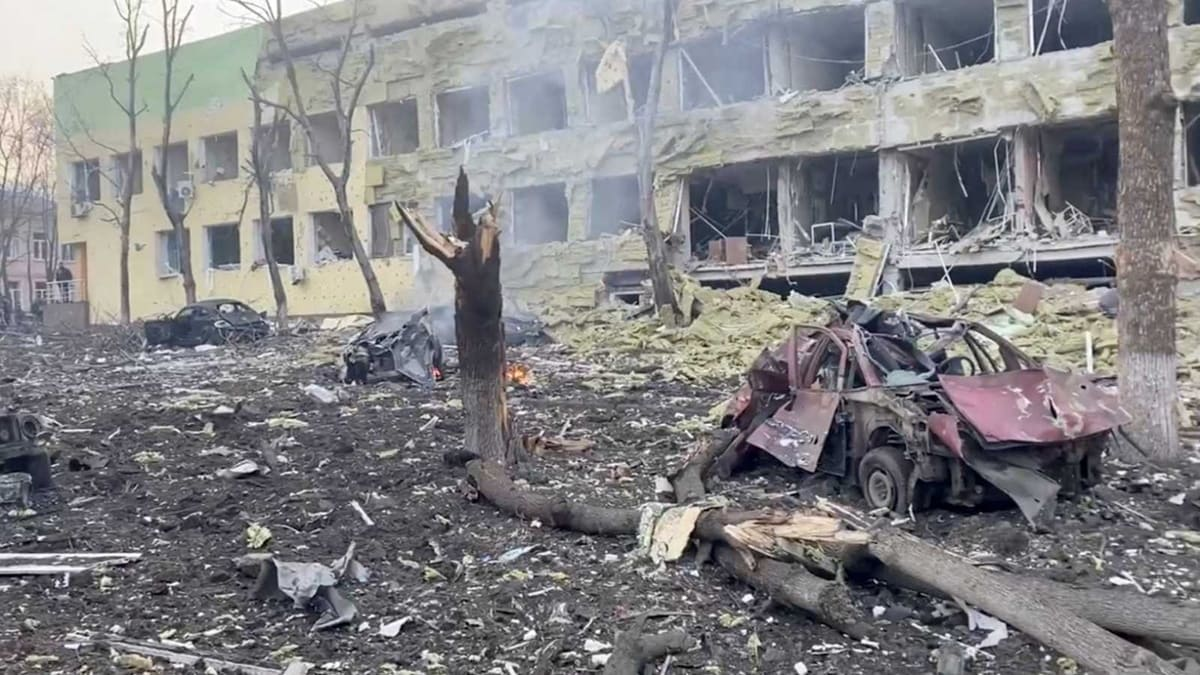
Ospedale pediatrico a Mariupol dopo l'attacco aereo russo

Le autorità russe sono state accusate di aver fatto la guerra e di aver commesso crimini di guerra e crimini contro l'umanità, in violazione del diritto internazionale. L'esercito russo ha attirato l'accusa di attacchi indiscriminati in aree densamente popolate che hanno esposto la popolazione civile a danni inutili e sproporzionati.  Le forze russe hanno utilizzato munizioni a grappolo, un tipo di arma proibito dalla maggior parte degli stati a causa del pericolo immediato e a lungo termine per i civili – e hanno sparato altre armi esplosive con effetti ad ampio raggio, tra cui bombe lanciate dall'aria, missili, proiettili di artiglieria pesante e razzi a lancio multiplo. Il risultato degli attacchi delle forze russe è stato il danneggiamento o la distruzione di edifici civili tra cui case, ospedali, scuole e asili così come centrali nucleari e beni culturali come edifici storici e chiese.  Al 25 marzo, gli attacchi avevano provocato almeno 1.035 morti tra i civili e almeno 1.650 feriti tra i civili.
Ci sono state accuse di deportazioni forzate di migliaia di civili dalla Mariupol occupata alla Russia, aggressioni sessuali e uccisione deliberata di civili ucraini da parte di membri delle forze russe. Alla fine di marzo, le forze ucraine riconquistarono la città di Bucha, situata a nord di Kiev. Successivamente, sono emerse prove di possibili crimini di guerra commessi dalle truppe russe, comprese torture e uccisioni deliberate di civili. La missione di monitoraggio dei diritti umani delle Nazioni Unite in Ucraina ha documentato nel primo mese dell'invasione la detenzione arbitraria nei territori occupati dalla Russia di 21 giornalisti e attivisti della società civile e di 24 funzionari pubblici e funzionari civili. La Missione di monitoraggio ha anche espresso preoccupazione per le segnalazioni e i video di maltrattamenti, torture e umiliazioni pubbliche di civili e prigionieri di guerra nel territorio controllato dall'Ucraina, presumibilmente commessi da agenti di polizia e membri di difesa del territorio.
Il 2 marzo, il procuratore della Corte penale internazionale (CPI) ha aperto un'indagine completa sulle accuse passate e presenti di crimini di guerra, crimini contro l'umanità o genocidio commessi in Ucraina da qualsiasi persona dal 21 novembre 2013 in poi, ha istituito un metodo online per le persone in possesso di prove per avviare il contatto con gli investigatori e ha inviato un team di investigatori, avvocati e altri professionisti in Ucraina per iniziare a raccogliere prove. Né l'Ucraina né la Russia sono parti dello Statuto di Roma, la base giuridica della CPI, ma l'Ucraina ha accettato la giurisdizione della CPI firmando nel 2013 e nel 2014 due dichiarazioni in tal senso. Anche altre due agenzie internazionali indipendenti stanno indagando sulle violazioni dei diritti umani e del diritto internazionale umanitario nell'area: la Commissione internazionale d'inchiesta sull'Ucraina, istituita dal Consiglio per i diritti umani delle Nazioni Unite il 4 marzo 2022, e l'ONU per i diritti umani Missione di monitoraggio in Ucraina, dispiegata dall'OHCHR. Quest'ultimo ha iniziato a monitorare le violazioni dei diritti umani da parte di tutte le parti nel 2014 e impiega quasi 60 osservatori dei diritti umani delle Nazioni Unite. Alla fine di marzo, il procuratore generale dell'Ucraina Iryna Venediktovaha ha affermato che i pubblici ministeri ucraini avevano raccolto prove per 2.500 "possibili casi di crimini di guerra" e "diverse centinaia di sospetti". 
Il 7 aprile, la Russia è stata sospesa dal Consiglio per i diritti umani delle Nazioni Unite.

### Corte europea dei diritti dell'uomo
Pur non essendo più stato membro del Consiglio d'Europa dal marzo 2022, la Corte europea dei diritti dell'uomo ha continuato a giudicare per le denunce precedenti. Nel luglio 2025 la CEDU ha ritenuto la Federazione Russa colpevole di violazioni ripetute durante il conflitto armato nel Donbass e l'invasione del 2022, tra cui l'abbattimento del volo MH17 (eseguito dagli uomini di un militare russo a capo dei separatisti della Repubblica Popolare di Doneck, il colonnello Igor Girkin), torture e uso illegale di lavori forzati contro prigionieri ucraini (Ucraina vs. Russia, n. 8019/16); rapimento e trasferimento illegale di bambini ucraini in Russia nel 2014 (Ucraina vs. Russia n. 43800/14); altre circostanze e conseguenze dell'abbattimento del volo MH17 (Paesi Bassi vs. Russia n. 28525/20); gravi violazioni dei diritti umani durante l'invasione su larga scala dal 24 febbraio 2022 (Ucraina vs. Russia, n. 11055/22). Secondo i giudici di Strasburgo si sono verificati «attacchi militari indiscriminati e sproporzionati e attacchi diretti contro aree residenziali e infrastrutture civili che hanno causato morti, feriti, sofferenze e danni diffusi a proprietà e abitazioni, esecuzioni sommarie di civili e di personale militare ucraino non più in grado di combattere, l'uso dello stupro come arma di guerra», mentre i «trasferimenti dei bambini non possono essere qualificati come evacuazioni legittime ai sensi del diritto internazionale umanitario...ci sono prove di maltrattamento di alcuni bambini dopo il loro trasferimento», essendo inoltre, secondo i magistrati, dal 24 febbraio 2022 "divenuto chiaro che l'intento della Russia è sempre stato quello di distruggere lo Stato dell'Ucraina".

### Corte penale internazionale
Il 27 febbraio, il ministro degli Esteri ucraino Dmytro Kuleba ha chiesto alla Corte penale internazionale (CPI) di indagare sull'attentato all'asilo di Okhtyrka.  Il 28 febbraio, Karim Ahmad Khan, il procuratore della CPI, ha affermato di voler indagare sulle accuse di crimini di guerra in Ucraina "il più rapidamente possibile" dopo l'esame preliminare del caso da parte della CPI. Trentanove stati hanno ufficialmente deferito la situazione in Ucraina alla CPI. Il 3 marzo, Khan ha annunciato che erano state raccolte prove di presunti crimini di guerra, crimini contro l'umanità e genocidio commessi da individui di tutte le parti durante l'invasione e che sarebbe stata aperta un'indagine completa. La Russia non è parte dello Statuto di Roma della CCI, o del trattato istitutivo, e quindi non ne riconosce l'autorità.Il 18 marzo 2023 la CPI ha emesso un mandato di cattura internazionale contro Vladimir Putin e Maria Lvova-Belova (commissaria russa peer i diritti dei bambini) con l'accusa di deportazione di bambini ucraini in Russia.

### Corte di giustizia Internazionale
L'Ucraina ha intentato una causa contro la Russia davanti alla Corte internazionale di giustizia (ICJ), accusando la Russia di aver violato la Convenzione sul genocidio del 1948 (di cui sia l'Ucraina che la Russia sono parti) sostenendo falsamente il genocidio come pretesto per invadere l'Ucraina.  L'Associazione internazionale degli studiosi del genocidio ha sostenuto la richiesta dell'Ucraina. L'Ucraina ha chiesto all'ICJ di adottare misure provvisorie, un ordine che imponga alla Russia di fermare la sua offensiva in Ucraina. L'ICJ ha accolto la richiesta dell'Ucraina di accelerare il procedimento. I rappresentanti russi si sono rifiutati di comparire in un'udienza presso il Palazzo della Pace all'Aia. Il 16 marzo l'ICJ ha ordinato alla Russia, a titolo provvisorio, di "sospendere immediatamente le operazioni militari iniziate il 24 febbraio 2022 nel territorio dell'Ucraina". La decisione è stata presa dopo un voto di 13-2, con i giudici russo e cinese all'opposizione.

### Giurisdizione universale
Indagini interne su potenziali crimini di guerra commessi in Ucraina sono state avviate, in base al principio della giurisdizione universale, in paesi tra cui Estonia, Germania, Lituania, Polonia, Slovacchia, Spagna, Svezia e Svizzera.